# Терсефану
Терсефа̀ну (на гръцки: Τερσεφάνου) е село в Кипър, окръг Ларнака. Според статистическата служба на Република Кипър през 2001 г. селото има 976 жители.
Намира се на 2 km северозападно от Кити.